# Nadja Pfeiffer
Nadja Pfeiffer (ook wel bekend als Nadja Kleinikel) (Dormagen, 7 mei 1991) is een Duits voetbalspeelster. In seizoen 2014/15 speelde ze voor PSV in de BeNeleague.
In 2016 werd ze topscoorder in de Duitse Bundesliga II.

## Statistieken
| Seizoen | Club                     | Land      | Competitie | Wedstrijden | Doelpunten |
| ------- | ------------------------ | --------- | ---------- | ----------- | ---------- |
| 2008/09 | MSV Duisburg II          | Duitsland | 2BW        | ?           | 3          |
| 2009/10 | SC 07 Bad Neuenahr       | Duitsland | FRB        | 3           | 0          |
| 2011/12 | Borussia Mönchengladbach | Duitsland | 2BW        | 20          | 1          |
| 2012/13 | 1. FC Köln               | Duitsland | 2BW        | 20          | 5          |
| 2013/14 | 1. FC Köln               | Duitsland | 2BW        | 6           | 0          |
| 2014/15 | PSV                      | Nederland | BeNeLeague | 24          | 3          |
| 2015/16 | Borussia Mönchengladbach | Duitsland | 2BW        | 22          | 16         |
| 2016/17 | Borussia Mönchengladbach | Duitsland | FRB        | 10          | 1          |
| Totaal  | Totaal                   | Totaal    | Totaal     | 105         | 29         |

Laatste update: november 2020

## Privé
Pfeiffer studeerde aan de Deutsche Sporthochschule Köln. In september 2016 huwde Pfeiffer, en heeft ze Kleinikel als achternaam.